# Liudmila Gólikova
Liudmila Gólikova –en ruso, Людмила Голикова– es una deportista soviética que compitió en lucha libre. Ganó una medalla de bronce en el Campeonato Mundial de Lucha de 1991, en la categoría de 75 kg.

## Palmarés internacional
| Campeonato Mundial | Campeonato Mundial | Campeonato Mundial | Campeonato Mundial |
| Año                | Lugar              | Medalla            | Categoría          |
| ------------------ | ------------------ | ------------------ | ------------------ |
| 1991               | Tokio (Japón)      | Medalla de bronce  | 75 kg              |